# 9100 Tomohisa
A 9100 Tomohisa (ideiglenes jelöléssel 1996 XU1) a Naprendszer kisbolygóövében található aszteroida. Takao Kobajashi fedezte fel 1996. december 2-án.